# Japan Post Bank
Japan Post Bank (яп.  ゆうちょ銀行, англ.  Japan Post Bank Co., Ltd.) - японский почтовый банк. Штаб-квартира компании расположена в Токио. Входит в финансово-инвестиционную группу Japan Post Holding, которая объединяет на национальном уровне различные бизнес-сегменты государственной почтовой службы. Входит в тройку крупнейших банков Японии, а также входит в ТОП-100 крупнейших банков Азии. По состоянию на март 2017 года активы банка составили 1,87 трлн долларов США.
Является одним из крупнейших держателей депозитов в мире, на март 2021 года их размер составлял ¥189,59 трлн ($1,724 трлн). Является одним из двух национальных банков (наряду с Mizuho Bank), которые имеют отделения в каждой префектуре Японии (на 2020 год было 23 881 отделение, у всех остальных японских банков вместе взятых 13 695).
4 ноября 2015 года JPB (Японский почтовый банк) был зарегистрирован на Токийской фондовой бирже после тройного IPO.

## История
Принимать средства, в том числе и денежные, на хранение почтовые отделения Японии начали еще в 1875 году по поручению правительства. Ситуация изменилась, когда по стране прошла волна приватизации, когда почтовая служба вместе со всей инфраструктурой была передана правительству премьер-министра Коидзуми.
Банк был создан в 2006 году в рамках реорганизации и расширения функционала почтовых отделений по всей стране. Он сразу же стал частью Japan Post Holding c уставным капиталом в 3,5 млрд. иен.
При этом до 2009 банк оставался сугубо внутренним игроком на финансовом рынке Японии, так как не был подключен к системе внутреяпонских банковских переводов, то есть пользователи не могли отправлять собственные средства на счета других банков. Japan Post Bank был подключен к системе JBA в январе 2009 года, но полноценном членом ассоциации со всеми доступными банковскими операциями стал только в октябре 2011 года.

## Деятельность
В отличие от большинства коммерческих банков, JPB является прежде всего сберегательным учреждением, сохраняя идею, которая была заложена еще в 19-м веке. Единственными кредитными продуктами являются линии овердрафта по дебетовым картам. Депозиты на счетах позволяют обеспечивать овердрафты по картам пользователей. Дополнительной страховкой для вкладчиков являются японские государственные облигации, хранящиеся в банке.
Japan Post Bank располагает крупной национальной сетью собственных банкоматов, которые расположены в каждой префектуре страны. Они осуществляют выдачу наличных по банковским и кредитным картам японских и международных банков (на 2020 год 32 тысячи банкоматов). JPB имеет договор о сотрудничестве со Standart Chartered Bank, чтобы упростить международные финансовые операции. 
Основным источником дохода банка являются проценты и дивиденды от инвестиций в ценные бумаги, в 2020/21 финансовом году на них пришлось ¥1,16 трлн из ¥1,95 трлн выручки банка. На эти ценные бумаги приходится 138 трлн из 224 трлн иен активов; в основном это японские гособлигации (50 трлн иен), облигации японских корпораций (9 трлн иен), японские муниципальные облигации (5,5 трлн иен); на зарубежные инвестиции приходится 71 трлн иен, из них 48 трлн иен через инвестиционные компании; депозиты в других банках составляют 60 трлн иен активов.